# Zoyt
Zoyt (né Hans-Peter Conen le 17 décembre 1957 à Vancouver) est un sculpteur canado-allemand.

## Biographie
Conen vit jusqu'à ses cinq ans à Vancouver. Lui, ses parents et ses deux sœurs s'installent à Duisbourg. En 1968, ils déménagent à Ettlingen. Après le Mittlere Reife, il est pendant un an élève lors d'un échange avec les États-Unis et obtient l'abitur en 1979. En 1981, il commence des études de philosophie à l'université de Hambourg.
En 1982, il prend comme nom d'artiste Zoyt. Il se forme de façon autodidacte, en échange avec les autres artistes, s'inspirant notamment d'Uwe Lindau qui lui permet en 1980 de participer à sa première exposition à la Badischer Kunstverein de Karlsruhe. À Hambourg, il fait la connaissance en 1983 du chanteur rock Kiev Stingl. Grâce à la peintre Annette Schröter, il va au château de Goldbeck où il apprend avec le sculpteur Trak Wendisch à travailler le bois.

## Œuvre
Zoyt réalise des sculptures, des hauts-reliefs, des dessins et des images. Il devient principalement connu pour ses sculptures en bois de peuplier ou de tilleul. Il crée des personnages dans la lignée d'Ernst Ludwig Kirchner ou d'Aristide Maillol dans des situations simples.

## Source de la traduction
- (de) Cet article est partiellement ou en totalité issu de l’article de Wikipédia en allemand intitulé « Zoyt » (voir la liste des auteurs).